# Contea di Gong
La contea di Gong (珙县S, Gǒng XiànP) è una contea della Cina, situata nella provincia di Sichuan e amministrata dalla prefettura di Yibin.